# Палоуш, Ян
Ян Палоуш (чеш. Jan Palouš; 25 октября 1888 — 25 сентября 1971) — чехословацкий хоккеист. Двукратный чемпион Европы (1911 и 1914 годов). Член зала славы чешского хоккея.

## Биография
Ян Палоуш родился в Ческе-Будеёвице 25 октября 1888 года. Его родителями были Алоиз Паллауш (1835—1914 гг.) и Леопольдина Лимпова (1849—1916 гг.). При рождении получил полное имя Ян Леопольд Алоиз Паллауш. В 1947 году поменял фамилию на Палоуш. Был младшим из шести детей.
Начинал играть в хоккей в 1907 году за команду ЧСС Прага. С 1919 года выступал за хоккейный клуб «Славия» (Прага). Участник международных соревнований по хоккею. Бронзовый медалист чемпионата мира по хоккею 1920 года (в рамках летних Олимпийских игр 1920 года в Антверпене). Чемпион Европы 1911 и 1914 годов. Серебряный призёр чемпионатов Европы по хоккею с шайбой 1913 и 1921 годов.
За сборную Чехословакии по хоккею провёл 19 матчей, забросил 2 шайбы. Вошёл в историю как автор первой шайбы в истории чехословацкого хоккея, это было 23 января 1909 года, когда сборная Чехословакии сыграла свой первый матч в хоккей с шайбой, проиграв в Шамони сборной Франции со счётом 1:8.
Помимо хоккея Ян Палоуш был кинорежиссёром, редактором газеты, написал мемуары.
Умер 25 сентября 1971 года в Праге, за месяц до своего 83-летия.
6 мая 2010 года был принят в зал славы чешского хоккея.

## Семья
28 октября 1919 года женился на Марии Кафковой. Их сын Радим Палоуш был философом, педагогом, с 1990 по 1994 год занимал должность ректора Карлова университета.